# 소덱소
소덱소(Sodexo)는 프랑스의 푸드 서비스 기업이다.

## 개요
1966년, 마르세유에서 창업했다. 기업의 사원 식당 운영, 병원, 학교, 군사 시설, 교도소, 소년원, 구치소 등에서 식품 서비스 운영을 다루는 것이 특징이다. 이러한 서비스의 제공을 발판으로 인재 파견, 훈련, 장비의 유지 보수 등의 관리 서비스에도 진출하고 있다.